# Urotheca dumerilli
Urotheca dumerilli är en ormart som beskrevs av Bibron 1840. Urotheca dumerilli ingår i släktet Urotheca och familjen snokar. IUCN kategoriserar arten globalt som otillräckligt studerad. Inga underarter finns listade i Catalogue of Life.
Arten förekommer i Colombia i fuktiga skogar. Antagligen har den liksom andra släktmedlemmar groddjur och mindre ödlor som föda.